# ايتسوكو سوجيموتو
إتسوكو سوجيموتو ( سوجيموتو إيتسوكو ، 1874-20 يونيو 1950) ، المعروف أيضًا باسم إيتسو إيناغاكي سوجيموتو ، كان كاتب سيرته الذاتية وروائي أمريكي ياباني. ولدت ناغاوكا في مقاطعة إيتشيغو (التي تعني "وراء الجبال") في اليابان ، وهي الآن جزء من محافظة نيجاتا.
كان والدها ذات مرة مسؤول ساموراي ذا قدر في ناجاوكا ، ولكن مع انهيار النظام الإيقطاعي قبل ولادتها بفترة صغيرة ، أخذ الوضع الاقتصادي لعائلتها بتدهور.
على الرغم من أنه كان مقدرًا لها أن تكون كاهنة ، إلا أنها خطبت ، من خلال زواج مدبر، من تاجر ياباني يعيش في سينسيناتي، بولاية أوهايو.
التحقت إيتسو بمدرسة ميثودية في طوكيو استعدادًا لحياتها في الولايات المتحدة ، وأصبحت مسيحية. في عام 1898 سافرت إلى الولايات المتحدة الأمريكية ، حيث تزوجت من خطيبها وأصبحت أم لابنتين.
بعد وفاة زوجها عادت إلى اليابان ، لكنها عادت لاحقًا إلى الولايات المتحدة لإكمال تعليم ابنتاها هناك.
عاشت لاحقًا في مدينة نيويورك ، حيث اتجهت إلى الأدب ودرّست اللغة والثقافة والتاريخ الياباني في جامعة كولومبيا. كما كتبت في الصحف والمجلات. توفيت عام 1950.

## الأعمال

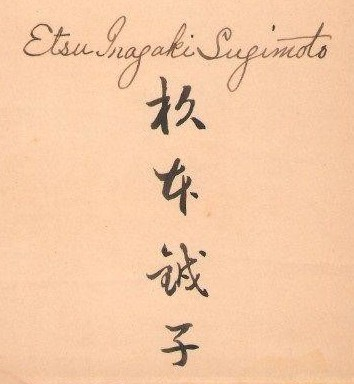
Sugimoto's signature

- A Daughter of the Samurai (1925) (Internet Archive)
- With Taro and Hana in Japan (in cooperation with Nancy Virginia Austen 1926-09-23)
- A Daughter of the Narikin (1932)
- In memoriam: Florence Mills Wilson (1933)
- A Daughter of the Nohfu (1935)
- Grandmother O Kyo (1940)
- But the Ships Are Sailing (1959, by Etsu's daughter Chiyono Sugimoto Kiyooka; the work contains biographical details of the last years of Etsu Sugimoto's life)